# OnlyOneOf
OnlyOneOf (кор. 온리원오브) — южнокорейский бойбенд, образованный в 2019 году компаниями RSVP и 8D Creative в 2019 году. Состоит из шести участников: KB, Риэ, Юджон, Чунджи, Милл и Найн. Группа дебютировала 28 мая 2019 года с мини-альбомом Point Jump.

## История

### 2016—2018: Пре-дебют
В декабре 2016 года Blockberry Creative объявила о дебюте новой группы под названием «8x8x8», которая станет продолжением продолжающегося дебютного проекта женской группы Loona. Наряду с этим Blockberry Creative также объявили, что с января 2017 года начнут проводить прослушивания, чтобы определить состав этой группы.
В следующем году, в апреле 2017 года, был показан первый из стажёров, когда лидер Лав появился в видеоклипе на сольный альбом Loona ViVi. Позже, в сентябре 2017 года, формат 8x8x8 снова был кратко упомянут в описании музыкального клипа Loona Odd Eye Circle на песню «Girl Front».
Однако, поскольку после этого момента о группе больше не упоминалось, когда LOONA выпустила свой главный сингл для своего дебютного альбома 7 августа 2018 года, это заставило многих поверить в то, что 8x8x8 был либо отложен, либо отменён.

### 2019: Дебют сDot Point JumpиLine Sun Goodness
Однако 30 апреля Джейден Чжон (креативный директор OnlyOneOf) разместил логотип новой группы в своём Instagram, объявив, что группа «наконец-то дебютирует в мае». Поэтому было высказано предположение, что после ухода Джейдена Чона из Blockberry Creative стажёры, которые были отобраны для состава «8x8x8», были переведены в лейбл RSVP — дочернюю компанию 8D Creative.
С выпуском первого изображения группы днём позже, а также тизера музыкального видео для «Savanna» вскоре среди участников были замечены знакомые лица. Одним из них был Лав, который, как упоминалось ранее, появилась в дебютном музыкальном видео Loona «Everyday I Love You», а также сыграл одну из главных мужских ролей в веб-драме «Woomanna».
24 мая стало известно, что группа дебютирует с двумя заглавными треками: «Savanna» и «Time jump» в рамках мини-альбома Dot Point Jump. Четыре дня спустя, 28 мая 2019 года, были выпущены видеоклипы на заглавные треки «Savanna» и «Time jump», при этом каждый из остальных треков был представлен по отдельности после того, как хэштег «#OnlyOneOf» был использован 5555 раз в Twitter.
4 октября на YouTube был загружен первый тизер их второго мини-альбома Line Sun Goodness, в котором было объявлено, что их первое возвращение состоится в том же месяце. Неделю спустя был выпущен индивидуальный тизер для Юджона, показывающий, что альбом выйдет 30 октября. OnlyOneOf вернулись с заглавным треком «Sage».

### 2020:Unknown art pop 2.1,Yours only 2.2иProduced by [ ] series
23 января был выпущен первый тизер первого цифрового сингла «Unknown art pop 2.1», а через неделю вышел трек «dOra maar». Чтобы отпраздновать это, OnlyOneOf провели конкурс для участников на написание английских текстов для «dOra maar», победитель которого получил денежный приз в размере 100 000 долларов, а их версия была выпущена в качестве официальной международной версии позже.
30 апреля было объявлено, что для OnlyOneOf будет выпущено три отдельных релиза Produced by [ ] series. Первый релиз, Produced by [ ] Part 1, был спродюсирован GREY, BOYCOLD, Cha Cha Malone. Первый тизер был выпущен через пять дней, 4 мая. 21 мая вышел сингл-альбом с заглавным треком «Angel».
15 июня был выпущен первый тизер Produced by [ ] Part 2. 7 августа был выпущен первый индивидуальный тизер Юджона, а вслед за ним были выпущены индивидуальные тизеры каждого участника. Вторая часть была спродюсирована GroovyRoom, Samuel Seo и Jr Groove. Второй сингл с заглавным треком «a sOng Of Ice & Fire» вышел 27 августа.

### 2021:Instinct Part.1Produced by [Myself]и уход Лава
8 апреля OnlyOneOf выпустили свой третий мини-альбом Instinct Part. 1 с заглавным треком «Libido».
15 июля группа выпустила свой третий сингловый альбом Produced by [Myself].
2 августа Лав вышел из группы по личным причинам.

### 2022 — настоящее время: дебют в Японии иInstinct Part.2
26 ноября 2021 года OnlyOneOf объявили, что 12 января они дебютируют в Японии со сборником OnlyOneOf Japan Best Album.
14 января OnlyOneOf выпустили свой четвёртый мини-альбом Instinct Part. 2 с заглавным треком «Skinz».
18 мая OnlyOneOf выпустили свой первый японский сингл «Suit Dance» (японская версия).
27 мая 8D Entertainment объявили, что OnlyOneOf выпустит сольный проект «undergrOund idOl», в котором каждый месяц будет выпускаться новый сингл.

## Состав
| Сценический псевдоним | Сценический псевдоним | Настоящее имя | Настоящее имя | Дата рождения | Позиции                          |
| Основной              | Другой                | На русском    | Хангыль       | Дата рождения | Позиции                          |
| --------------------- | --------------------- | ------------- | ------------- | ------------- | -------------------------------- |
| KB                    | KB                    | Шин Кю Бин    | 신규빈        | 23.04.1992    | Ведущий рэпер, вокалист          |
| Риэ                   | Rie                   | Ли Сан Хо     | 이상호        | 06.11.1996    | Ведущий вокалист, танцор         |
| Юджон                 | YooJung               | Ли Тэ Ёп      | 이태엽        | 29.05.1997    | Главный танцор, вокалист         |
| Чунджи                | JunJi                 | Ким Джун Хён  | 김준형        | 06.04.1998    | Ведущий танцор, ведущий вокалист |
| Милл                  | Mill                  | Ли Ён Су      | 이용수        | 30.03.1999    | Главный рэпер, вокалист          |
| Найн                  | Nine                  | Чон Ук Чжин   | 정욱진        | 13.12.1999    | Лидер, вокалист, макнэ           |

### Бывшие участники
| Сценический псевдоним | Сценический псевдоним | Настоящее имя | Настоящее имя | Дата рождения | Позиции                 |
| Основной              | Другой                | На русском    | Хангыль       | Дата рождения | Позиции                 |
| --------------------- | --------------------- | ------------- | ------------- | ------------- | ----------------------- |
| Лав                   | Love                  | Пак Джи Сон   | 박지성        | 17.01.1994    | Лидер, главный вокалист |

## Дискография

### Мини-альбомы
| Название          | Детали | Пиковые позиции в чарте | Продажи         |
| Название          | Детали | Кор.                    | Продажи         |
| ----------------- | --- | ----------------------- | --------------- |
| Dot Point Jump    | - Релиз: 28 мая 2019 - Лейблы: RSVP, 8D Creative, Kakao M - Форматы: CD, цифровое скачивание               | 27                      | - Корея: 5 077  |
| Line Sun Goodness | - Релиз: 30 октября 2019 - Лейблы: RSVP, 8D Creative, Kakao M - Форматы: CD, цифровое скачивание           | 31                      | - Корея: 6 072  |
| Instinct Part. 1  | - Релиз: 8 апреля 2021 - Лейблы: RSVP, 8D Creative, Genie Music, Stone - Форматы: CD, цифровое скачивание  | 5                       | - Корея: 57 961 |
| Instinct Part. 2  | - Релиз: 14 января 2022 - Лейблы: RSVP, 8D Creative, Genie Music, Stone - Форматы: CD, цифровое скачивание | 5                       | - Корея: 51 090 |
| Seoul Collection  | - Релиз: 2 марта 2023 - Лейблы: 8D Creative, Genie Music, Stone - Форматы: CD, цифровое скачивание         | 3                       | - Корея: 47 852 |

### Сингловые альбомы
| Название              | Детали | Пиковые позиции в чарте | Продажи         |
| Название              | Детали | Кор.                    | Продажи         |
| --------------------- | --- | ----------------------- | --------------- |
| Produced by [] Part 1 | - Релиз: 21 мая 2020 - Лейблы: RSVP, 8D Creative, Genie Music, Stone - Форматы: CD, цифровое скачивание     | 11                      | - Корея: 20,072 |
| Produced by [] Part 2 | - Релиз: 27 августа 2020 - Лейблы: RSVP, 8D Creative, Genie Music, Stone - Форматы: CD, цифровое скачивание | 8                       | - Корея: 31,618 |
| Produced by [Myself]  | - Релиз: 15 июля 2021 - Лейблы: RSVP, 8D Creative, Genie Music, Stone - Форматы: CD, цифровое скачивание    | TBA                     | TBA             |

### Сборники
| Название                   | Детали | Пиковые позиции в чарте | Продажи |
| Название                   | Детали | Яп.                     | Продажи |
| -------------------------- | --- | ----------------------- | ------- |
| OnlyOneOf Japan Best Album | - Релиз: 12 января 2022 (Япония) - Лейбл: Techiku Entertainment - Форматы: CD, digital download, streaming | —                       | N/A     |

## Фильмография
| Год  |   | Русское название      | Оригинальное название | Роль |
| ---- | - | --------------------- | --------------------- | ---- |
| 2023 | с | Удар поднявший бизнес | 범프 업 비즈니스      | TBA  |